# Gojko Sušac
Gojko Sušac (Blatnica, Mostar, 25. listopada 1941. – Zagreb, 11. veljače 2014.) je bio  hrvatski književnik iz BiH. Pisao je  pjesme i eseje.
Bio je višestruki je sudionik hrvatske pjesničke manifestacije Dobrojutro, more.

## Djela
- Korijen, 1968.
- Kuća i sjaj, 1973.
- Zemaljsko ruho, 1983.
- Brijeg i vjeđe, 1986.
- Nebeski visak, 1988.
- Znak, ime postojanja, 1988.
- Bijelo brdo, 1992.
- Biti na zemlji, 1995.
- Jutarnja novost, 1997.
- Svlak groma, šum svile, 2001. (ilustrirala Sanja Rešček)
- Knjiga štita, 2005.
- Ogrlica od inja, 2008.
- Der Stamm alles Aufgehendem (izabrao i uredio Davor Šalat), na njemački preveo Boris Perić, 2010.

Djela je objavio u Republici, Forumu, Riječima, Mogućnostima.
Ušao je u nekoliko antologija književnosti na hrvatskom jeziku, među ostalim antologiju duhovne poezije Krist u hrvatskom pjesništvu: od Jurja Šižgorića do naših dana prireditelja Vladimira Lončarevića.
Suprireditelj je antologije hrvatske ratne lirike iz BiH Nisam mrtav samo sam zemlju zagrlio (suprireditelj Šimun Musa).

## Nagrade i priznanja
- 1998.: nagrada »Antun Branko Šimić« za knjigu pjesama Jutarnja novost
- 2007.: 2. nagrada »Dubravko Horvatić« za ciklus Zemlja, srce, prsten…[1]

Ušao je u antologiju Skupljena baština priređivača prof. dr Stijepe Mijovića Kočana i antologiju hrvatskog pjesništva Żywe źródła urednice Łucje Danielewske koja mu je neke pjesme prevela na poljski jezik.